# Carl Magnus Posse
Carl Magnus Posse, född på 1660-talet, död 1715, var en svensk friherre och militär. Han var överste och chef för Livgardet mellan 1706 och 1712.  Mest känd är Posse genom sina av historikerna ofta utnyttjade brev till sin far och till brodern Nils Posse.
Posse var son till landshövdingen Mauritz Nilsson Posse och Madeleine Micheli. Han deltog 1676 i sjöslaget vid Ölands södra udde under Skånska kriget. 1682 blev han fänrik vid Livgardet och två år senare blev han löjtnant. Åren 1690–91 deltog han som volontär i den franska arméns fälttåg i Flandern och Italien under Pfalziska tronföljdskriget, varvid han tillsammans med Axel Gyllenkrok utan tillstånd begav sig till de allierades läger i Flandern, där de blev arresterade av kung Vilhelm III av England. Efter deras protester släpptes båda fria och fick höra kung Karl XI:s allvarliga missnöje via den svenske översten och observatören Carl Gustaf Rehnskiöld. Båda skildes åt när Gyllenkrok avdeleades till trupperna i Flandern, medan Posse skickades söderut till fronten vid Medelhavet och den spanska gränsen. Posse och Gyllenkrok höll fortsatt förbindelse och 1696 var Posse kompanichef vid Livgardet.
Senare under Stora nordiska kriget deltog Posse som kapten i landstigningen vid Humlebæk och slaget vid Narva 1700. Senare var han med i övergången av Düna 1701 och den 4 augusti samma år befordrades han till major. 1702 tog han med 400 man utan strid staden och slottet i Warszawa i besittning, varefter han deltog i slaget vid Kliszow och 1703 i belägringen av Thorn. Posse efterträdde hösten 1706 sin syssling Knut Posse som överste för Livgardet. I fälttåget mot Ryssland blev han sårad av en muskötkula i högra armen i slaget vid Holowczyn 1708, och deltog i slaget vid Poltava 1709, varefter han blev rysk fånge genom kapitulationen vid Perevolotjna. Han dog i Moskva år 1715.